# Мужское — женское
«Мужское — женское» (фр. Masculin, féminin: 15 faits précis) — фильм Жан-Люка Годара по произведениям Ги де Мопассана. «Серебряный медведь» 16-го Берлинского кинофестиваля (1966) Жан-Пьеру Лео.

## Сюжет
Поль — только что отслуживший в армии молодой человек, пытающийся устроиться в жизни. Он встречает девушку по имени Мадлен, работающую в журнале мод, и её знакомый помогает ему устроиться туда. Тем временем Мадлен начинает строить карьеру поп-звезды. Они начинают встречаться, но подруги Мадлен ревнуют её к Полю и её успеху. Друг Поля увлекает его политической деятельностью, они протестуют против войны во Вьетнаме и капитализма. Весь фильм у Поля нет постоянного жилья. Он получает наследство от матери и покупает квартиру в строящемся доме, где нелепо погибает на стройке дома, оступившись во время фотографирования. Мадлен беременна, но не знает, оставит ли ребёнка.
Фильм состоит из диалогов героев, в которые вклиниваются гротескные сцены насилия и странно ведущих себя людей. Сцены общения перемежаются нарезкой кадров жизни Парижа, работы и отдыха героев, на которые накладываются монологи Поля, Мадлен и Бриджит Бардо (сыгравшей в эпизоде), и интертекстовыми вставками, сопровождающимися звуком выстрела. Содержание интертекстов не имеет прямого отношения к сюжету. Одна из финальных вставок гласит: «Этот фильм мог бы называться „Дети Маркса и Кока-колы“.»

## В ролях
- Жан-Пьер Лео — Поль
- Шанталь Гойя — Мадлен
- Марлен Жобер — Элизабет
- Мишель Дебор — Робер
- Катрин-Изабель Дюпорт — Катрин-Изабель
- Эва-Бритт Страндберг — женщина в фильме
- Биргер Мальмстен — мужчина в фильме
- Ив Афонсо — самоубийца
- Анри Атталь
- Брижитт Бардо — актриса

## Награды и номинации

### Награды
- 1966 — Берлинский кинофестиваль
  - Почётное упоминание (Награда Интерфильма) — Жан-Люк Годар
  - Лучший актёр — Жан-Пьер Лео
  - Лучший фильм для молодёжи — Жан-Люк Годар

### Номинации
- 1966 — Берлинский кинофестиваль
  - «Золотой медведь» — Жан-Люк Годар
  - Жан-Пьер Лео — Серебряный медведь за лучшую мужскую роль